# Yves Leterme
Yves Camille Désiré Leterme (Wervik, 1960. október 6.) belga politikus, felsőházi (Senaat) képviselő, flamand miniszterelnök és egyben mezőgazdasági és halászati miniszter (2004–2007), kijelölt belga kormányfő (2007. június–december), Belgium miniszterelnöke első alkalommal 2008. március 20. és december 30. között, majd második alkalommal Herman Van Rompuy lemondását követően 2009. november 25. és 2011. december 6. között.

## Élete
A Flandria és Franciaország határán lévő Wervik városkában született, apja vallon, anyja flamand volt. Ifjúságát az Ieper (fr: Ypres) községhez tartozó közeli Zillebeke faluban töltötte.
Középiskolai tanulmányait Ieperben végezte latin-görög humán szakon. 1981-ben jogi diplomát szerzett, majd 1983-ban a Genti Egyetemen megvédte a politikai tudományok kandidátusa fokozattal. 1984-ben Nizzában a Föderalizmus Nemzetközi Tanulmányi Központjában tanult. 1985-ben még egy diplomát szerzett a nonprofit szektor igazgatása témájában.

## Politikai tevékenysége
Politikai tevékenységét a kereszténydemokrata ifjúsági szövetségben kezdte Nyugat-Flandriában. 1999-ben a szövetségi parlament képviselőjévé választották. Pártja ekkor ellenzékben volt, és ott is maradt a 2003-as választások után is, amikor Leterme átvette a flamand kereszténydemokrata párt vezetését. 2004-ben pártja a győzelmet aratott a regionális választásokon és Leterme a flamand régió miniszterelnöke, valamint mezőgazdasági és halászati minisztere lett egy szélesebb pártkoalíció élén.

## 2007 után
A 2007. június 10-ei parlamenti választáson – mint a Flamand Kereszténydemokrata Párt (CD&V) kormányfőjelöltje – győztesen került ki a szövetségi kormányfői posztot betöltő, Guy Verhofstadt-tal szemben, így II. Albert belga király őt bízta meg kormányalakítással. Azonban a bonyolult belga rendszerben kormány csakis többpárti, holland- és francia ajkú pártokat is magában foglaló koalícióval alakítható. A nehézségekhez hozzájárultak Leterme kevéssé diplomatikus megnyilvánulásai is: egy ízben kijelentette, hogy a vallonok úgy tűnik, intellektuálisan képtelenek megtanulni a flamand nyelvet, egy más alkalommal összetévesztette a belga himnuszt a Marseillaise-zel. Egyszer úgy nyilatkozott, hogy Belgiumot csak a király, a futballválogatott és néhány sörmárka tartja össze.
Miután nem sikerült életképes kormánykoalíciót összeállítania – 2007 augusztus közepén – megbízatásának visszavonását kérte a királytól, aki arra kérte, hogy tegyen még egy kísérletet a koalícióalakításra. Decemberre azonban újra feladta a kormányalakításért folytatott harcát, miután a reménybeli koalíciós partnerek az általa megszabott határidőre sem voltak képesek megegyezni az ország régióinak adott nagyobb autonómiáról. December 1-jén bejelentette, hogy visszaadja a kormányalakítási megbízását.
A király ebben a helyzetben újra az előző miniszterelnököt, Guy Verhofstadt-ot bízta meg egy ideiglenes kormány vezetésével, 2008. március 20-áig, ami a 2007. júniusi választásokon győztes erők kormánya megalakulásának határideje lett. A rendkívül nehéz koalíciós tárgyalások végül eredménnyel jártak, és március 20-án Leterme elfoglalhatta a kormányfői posztot.
Minthogy az előre kitűzött július 15-ei határidőre nem sikerült megegyezni az államrefromról, Leterme 2008. július 14-én lemondott, II. Albert belga király azonban három nap megfontolás után nem fogadta el a kormányfő lemondását.

## A Fortis-botrány és a kormány bukása
2008. december 19-én Leterme és kormánya benyújtotta lemondását, mivel a belga Legfelsőbb Bíróság elnöke szerint a kormány néhány tagja (köztük Jo Vandeurzen igazságügy-miniszter és maga Leterme) megpróbálták befolyásolni a belga bíróság ítéleteit a Fortis-ügyben. A Fortis Bankot 2008-ban államosította a belga és a holland kormány, hogy megelőzzék a bajba jutott pénzintézet összeomlását. A belga-holland társaságot ezzel két részre osztották és míg a holland kormány megtartotta részesedését, a Fortis belga és luxemburgi bankhálózatát a francia BNP Paribas banknak adta el a belga kormány. A Fortis részvényesei, akiket a kormány nem értesített az ügyletről, beperelték a kormányt, és bár első fokon a kormánynak adott igazat a bíróság, másodfokon az ügylet leállítását rendelte el a bíróság. Az ítéletet követően a bíróság elnöke, Ghislain Londers kijelentette, hogy a bíróságot a kormány tagjai befolyásolni próbálták. Vandeurzen igazságügyminiszter december 18-án lemondott, majd 19-én Leterme is benyújtotta lemondását II. Albert belga királynak, aki azt december 22-én elfogadta. II. Albert Herman Van Rompuy flamand kereszténydemokrata politikust bízta meg a kormányalakítással.
Lemondása után Herman Van Rompuy alakított kormányt, ebben Leterme Karel De Gucht-ot követte a külügyminiszteri tisztségben, miután előbbit megválasztották az Európai Bizottság tagjának.

## Második kormányalakítása
Miután Herman Van Rompuy belga miniszterelnököt 2009. november 19-én az Európai Tanács elnökének választották, lemondott kormányfői posztjáról. 2009. november 25-én II. Albert belga király elfogadta Van Rompuy lemondását és Wilfried Martens volt kormányfő javaslatára Leterme-t nevezte ki miniszterelnöknek. Leterme-t a külügyminiszteri poszton Steven Vanackere flamand politikus követte.

## Brussel-Halle-Vilvoorde és a kormány lehetséges bukása
2010. április 22-én Leterme bejelentette lemondását, mivel a Brüsszel környéki kétnyelvű választókerület (röviden BHV) körüli bonyolult politikai egyezkedések a pártja által szabott határidőig nem vezettek eredményre. A lemondást II. Albert belga király először nem fogadta el és Didier Reynders korábbi pénzügyminisztert kérte fel, hogy a segítsen a kormányzati válság megoldásában. Végül négy nappal később – április 26-án –, „miután megbuktak a flamand és vallon koalíciós kabinet megmentését célzó próbálkozások” az uralkodó elfogadta a kormány lemondását.
A kormányfő azért kényszerült öt hónap után távozásra, mert ötpárti koalíciója felbomlott a Brüsszel környéki szavazókörzetekkel kapcsolatos flamand-vallon vita miatt. A szövetségből a flamand liberálisok (Open VLD) léptek ki, miután a holland nyelvű flamandok és a franciaajkú vallonok nem tudtak megegyezni a Brüsszelt és környékét átfogó választókerület (BHV) nyelvi határok mentén történő kettéválasztásában.)
A júniusi választások után nem tudtak megállapodni a pártok, így a belpolitikai válság 541 napig húzódott, megdöntve minden addigi rekordot a világon. Leterme ügyvezető kormányfő maradt, többek között a 2010 második felében esedékes belga soros elnökség idejére is. A szükséges költségvetési takarékossági intézkedések késlekedése idővel már meglehetősen kikezdte a piacok türelmét és bizalmát, s az egyik hitelminősítő meg is vonta az országtól a legjobb adósoknak járó AAA besorolást 2011 novemberében. Ez felgyorsította a tárgyalásokat, és Elio Di Rupo december 6-án letehette a hivatali esküt. A kormánykoalíció részese a három nagy hagyományos politikai család - a jobbközép kereszténydemokrata, a balközép szocialista, valamint a liberális irányzat - flamand, illetve vallon vezető pártja.

## Lásd még
- Belgium miniszterelnökeinek listája